# Proctoeces maculatus
Proctoeces maculatus är en plattmaskart. Proctoeces maculatus ingår i släktet Proctoeces och familjen Fellodistomatidae. Inga underarter finns listade i Catalogue of Life.